# Rycybałt
Rycybałt (deutsch Rittebalde) ist ein Ort in der polnischen Woiwodschaft Ermland-Masuren. Er gehört zur Gmina Barczewo (Stadt-und-Land-Gemeinde Wartenburg in Ostpreußen) im Powiat Olsztyński (Kreis Allenstein).

## Geographische Lage
Rycybałt liegt im Nordosten des Wiepser Sees (polnisch Jezioro Wipsowo) im Westen der Woiwodschaft Ermland-Masuren, 26 Kilometer nordöstlich der Kreis- und Woiwodschaftshauptstadt Olsztyn (deutsch Allenstein).

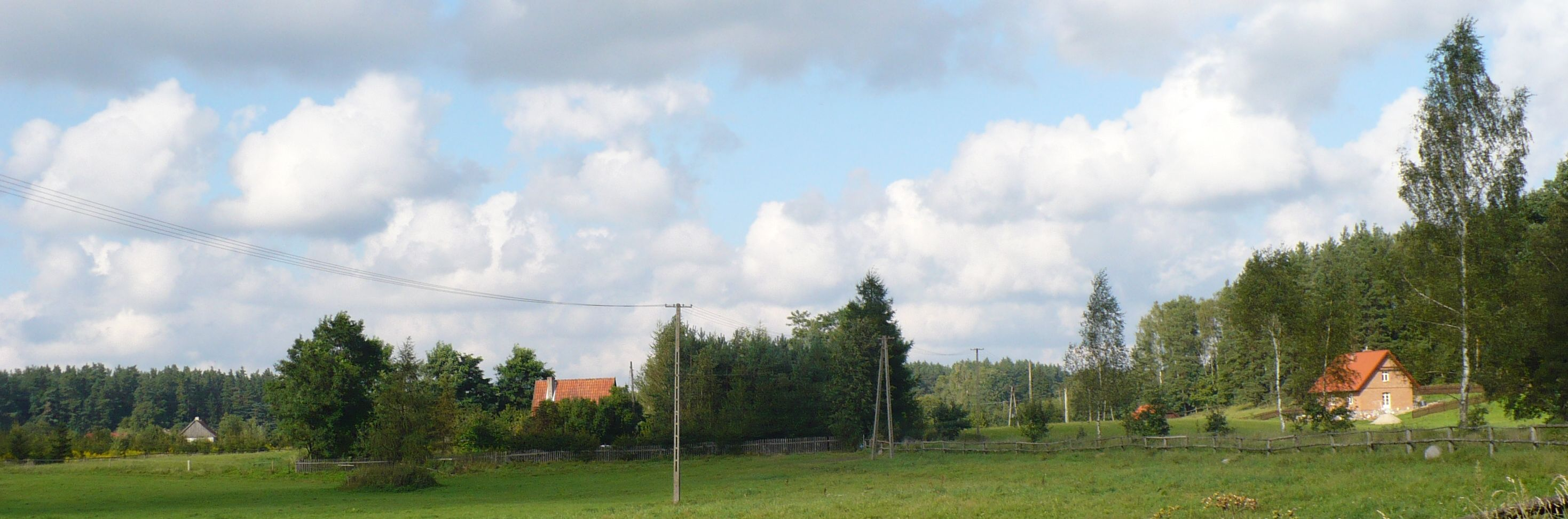
Teilansicht von Rycybałt

## Geschichte
Der kleine Ort Rithbalde, nach 1785 Rittibaldi genannt, bestand vor 1945 aus ein paar kleinen Gehöften. Im Jahre 1785 wurde er als köllmisches Gut im Amt Seeburg (polnisch Jeziorany) mit zwei Feuerstellen erwähnt. Bei der Volkszählung am 3. Dezember 1861 erschien das kleine Dorf als zum Kreis Allenstein gehörend mit zwei Wohngebäuden bei 20 Einwohnern, und am 1. Dezember 1905 war der Ort ein Wohnplatz der Gemeinde Wieps (polnisch Wipsowo) mit fünf Wohnstätten bei 31 Einwohnern.
Aufgrund der Abtretung des gesamten südlichen Ostpreußen an Polen in Kriegsfolge im Jahre 1945 erhielt Rittebalde die polnische Namensform „Rycybałt“. Heute ist der Ort in das Sołectwo (= „Schulzenamt“) Wipsowo (Wieps) integriert und gehört somit zur Stadt-und-Land-Gemeinde Barczewo (Wartenburg i. Ostpr.) im Powiat Olsztyński (Kreis Allenstein), von 1975 bis 1998 der Woiwodschaft Olsztyn, seither der Woiwodschaft Ermland-Masuren zugeordnet.

## Kirche
Vor 1945 war Rittebald in die evangelische Kirche Wartenburg (Ostpreußen) (polnisch Barczewo) und in die römisch-katholische Pfarrei Groß Ramsau (Ramsowo) eingegliedert. Jetzt gehört Rycybałt katholischerseits zu Wipsowo (Wieps) und evangelischerseits zu Biskupiec (Bischofsburg).

## Verkehr
Rycybałt liegt an einer Nebenstraße, die Wipsowo (Wieps) mit Boreczek (Heide) verbindet. Die nächste Bahnstation ist Wipsowo. Sie liegt an der PKP-Linie 353: Posen–Toruń–Olsztyn–Skandawa, die früher bis nach Tschernjachowsk (Insterburg) in der jetzt russischen Oblast Kaliningrad (Königsberger Gebiet) führte.